# Российское общенациональное народно-державное движение
Российское общенациональное народно-державное движение (РОНДД) — эмигрантская организация русских националистов, созданная в Западной Германии. Принимала в свои ряды бывших участников Русского освободительного движения (в особенности бывших солдат Русской освободительной армии) и антикоммунистов-эмигрантов.

## Создание
РОНДД была основана в 1948 году белым эмигрантом Евгением Николаевичем Арцюком, ветераном Русской освободительной армии, писателем, печатавшимся под псевдонимом Державин (псевдоним, возможно, взят в честь русского поэта Гавриила Державина). Организация выпускала несколько периодических изданий: «Державный ключ», «Воля народа» и «Набат». Одна из самых известных его публикаций была книга, посвящённая Ледяному походу Добровольческой армии.
С 1952 года в РОНДД входил бывший глава Верховный совета Российского фашистского союза, автор перевода гитлеровского труда "Майн Кампф" на русский язык Михаил Спасовский. 

## Политическая позиция
РОНДД была одной из самых правых организаций Русского освободительного движения, например, Пражский манифест КОНР, который после войны взял на вооружение Союз борьбы за освобождение народов России, показался её участниками слишком социалистическим; но также РОНДД избегала монархической ориентации. РОНДД стремилась объединить русские и германские консервативные силы. В 1951 году РОНДД основала организацию «Российский национальный патриотический фронт», целью которой являлась объединение нескольких русских организаций.
Враждебно относилась к НТС, утверждая, что он управлялся НКВД.

Во времена Оттепели лидер РОНДД Арцюк на законных основаниях посетил Советский Союз и продемонстрировал чувство советского патриотизма, что заставило многих поверить в то, что он был советским агентом, целью которого было разделить русскую эмигрантскую общину.

## Издания РОНДД
Печатный орган: «Голос России».
Издавало брошюры серии "Библиотечка народно-державника". В ней изданы, в частности: 
- Декларация Российского Общенационального Народно-Державного Движения. Мюнхен: Изд. Отдела Печати РОНДД, 1-е издание, 1948; 2-е издание. 1953. - 8 с.; 21,5х15,5 см. - (Б-чка народно-державника; Вып. 1-й).(Программный документ Движения, принятый 23 апреля 1948 г.).
- Державин, Е.Н. Борьба за церковь. Мюнхен: Изд. Отдела Печати РОНДД, 1953.
- Кудинов, В. Трагедия РОА и так называемое "власовство". Мюнхен: Изд. Отдела Печати РОНДД, 1953.